# 趙玉成
趙玉成（？—？），字彦琢，號介于，蘇州府吴江县五都人，明末官員。崇禎十年進士。

## 生平
天啓七年（1627年）丁卯科順天鄉試第七十八名舉人，崇祯十年（1637年）丁丑科會試第一百四十三名，廷試三甲一百七十九名進士。工部观政，十一年六月授长沙知县，十二年丁憂，十五年補惠安知縣。行取至京，累进郎中。明亡隐居不出，作和陶诗以自况，卒于家，长沙人祀之名宦祠。

## 家族
曾祖赵时化，庠生；祖赵允僎，按察司知事；父赵鸣阳，壬子甲辰乡会魁。